# Guerres de l'ombre
Pour plus de détails, voir Fiche technique et Distribution.
Guerres de l'ombre (聖戰風雲, Shèng Zhàn Fēng Yún) est un film hongkongais réalisé par Ringo Lam, sorti en 1990. Il totalise 5 523 958 HK$ au box-office.

## Synopsis
Les alliés de la libération de Varsovie sont en réalité une organisation terroriste sous la bannière d'une révolution et afin de montrer leur force, ils se préparent à créer un attentat à la bombe lorsque les délégués commerciaux américains se rendent à Hong Kong pour atteindre leurs objectifs politiques. La CIA trouve des indices et envoie l'agent Gary Redner (Peter Lapis) à Hong Kong pour empêcher cette conspiration. Pour des raisons politiques, la police de Hong Kong envoie également l'inspecteur Lee Ting-bong (Danny Lee) pour aider Redner dans l'opération. Les deux policiers, d'un environnement différent, doivent néanmoins travailler ensemble, mais ils développent progressivement une profonde amitié et œuvrent à briser la tentative des terroristes de créer une explosion, blessant Hannibal (Vernon G. Wells), le chef de l'organisation. Cependant, les choses ne sont pas encore terminées, car Hannibal fait irruption dans le département des nouvelles télévisées et prend tout le personnel en otage, y compris la petite amie de Lee, Ann (Rosamund Kwan) et se prépare à créer un bain de sang qui sera diffusé dans le monde entier. À ce moment, Lee et Redner arrivent, seulement pour constater que l'assistant de Lee, Tang (Tommy Wong), est soudoyé par les terroristes et les tient sous la menace d'une arme.

## Fiche technique
- Titre original : 聖戰風雲, Shèng Zhàn Fēng Yún
- Titre international : Undeclared War
- Titre français : Guerres de l'ombre
- Réalisation : Ringo Lam
- Scénario : Nam Yin, Timothy Lung, Deborah Grant et Louis Roth
- Photographie : Lau Hung-chuen
- Montage : Tony Chow
- Musique : Noel Quinlan
- Pays d'origine : Hong Kong
- Format : Couleurs - 35 mm - 2,35:1 - Mono
- Genre : action, policier
- Durée : 107 minutes
- Date de sortie :
  -  Hong Kong : 1er septembre 1990

## Distribution
- Danny Lee : L'inspecteur Lee Ting-bong
- Peter Lapis : L'agent Gary Redner
- Vernon Wells (VF : Jacques Bernard) : Hannibal
- Rosamund Kwan : Ann Chang
- Olivia Hussey : Rebecca Ecke
- Tommy Wong : L'inspecteur Tang
- Dean Harrington : Callahan
- Victor Hon : Diem
- David Hedison : L'ambassadeur américain
- Louis Roth : Alex Vladovich
- Mark King : Simon
- Jonathan Isgar : Iam